# Selman Kaygusuz
Selman Kaygusuz (* 1. März 1963) ist ein türkischer Federgewichts-Ringer. Er nahm im Freistilringen an den Olympischen Sommerspielen 1984 und den Olympischen Sommerspielen 1988 teil.